# Mortimer Building
El Mortimer Building era un edificio del siglo XIX ubicado en Wall Street y New Street en el Distrito Financiero de Manhattan en Nueva York. Fue construido por W.Y. Mortimer comenzando el 1 de junio de 1884 y terminado para su ocupación en marzo de 1885. El arquitecto fue George B. Post. Daba frente a Wall Street en una distancia de 17 m y New Street en 19,8 m. Utilizado en su totalidad como edificio de oficinas, la estructura colindaba con el edificio de la bolsa de valores en el oeste y el sur. Los inquilinos incluían abogados, corredores y banqueros.
La Bolsa de Valores de Nueva York adquirió el Edificio Mortimer por 745.000 dólares en diciembre de 1918. Las razones para la adquisición incluyeron la consolidación de todos los adjuntos de la bolsa bajo un mismo techo y la necesidad de espacio adicional para emisiones extranjeras, atendidas por la NYSE. El sitio fue valorado en 710.000 dólares en febrero de 1920; 745.000 dólares con el edificio incluido. Fue demolido en 1920.

## Diseño de interior e historia
Sus habitaciones eran luminosas, estaban dispuestas en suites y de forma individual. Las paredes estaban hechas principalmente de caoba. Los pasillos estaban revestidos de mármol y caoba. Las escaleras estaban compuestas de hierro y piedra. La estructura se consideró a prueba de fuego de arriba abajo. Las comodidades modernas incluyen gas de vapor, luces eléctricas y dos ascensores rápidos.

## Estructuras anteriores
El edificio Mortimer de 1884 reemplazó a un edificio anterior con el mismo nombre, construido en 1835 por Richard Mortimer.
Richard Mortimer había encargado otro edificio en 935-939 Broadway al arquitecto Griffith Thomas. Esta estructura de 1862, que ocupó las primeras oficinas del American Institute of Architects, sigue en pie en 2018.